# 스타일스 P
스타일스 P(Styles P, 1974년 11월 28일 ~ )는 미국의 래퍼이다.